# Poa laxa
Poa laxa là một loài cỏ trong họ hòa thảo, thuộc chi poa.

## Hình ảnh

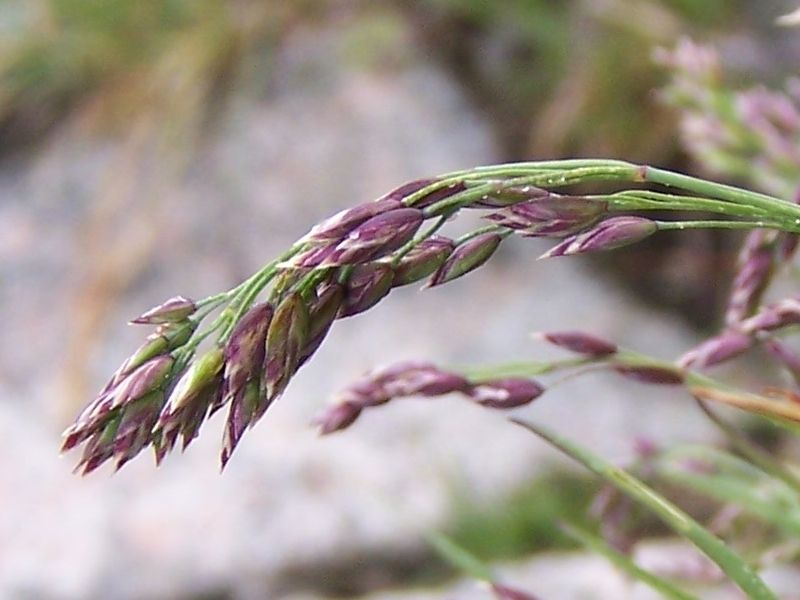
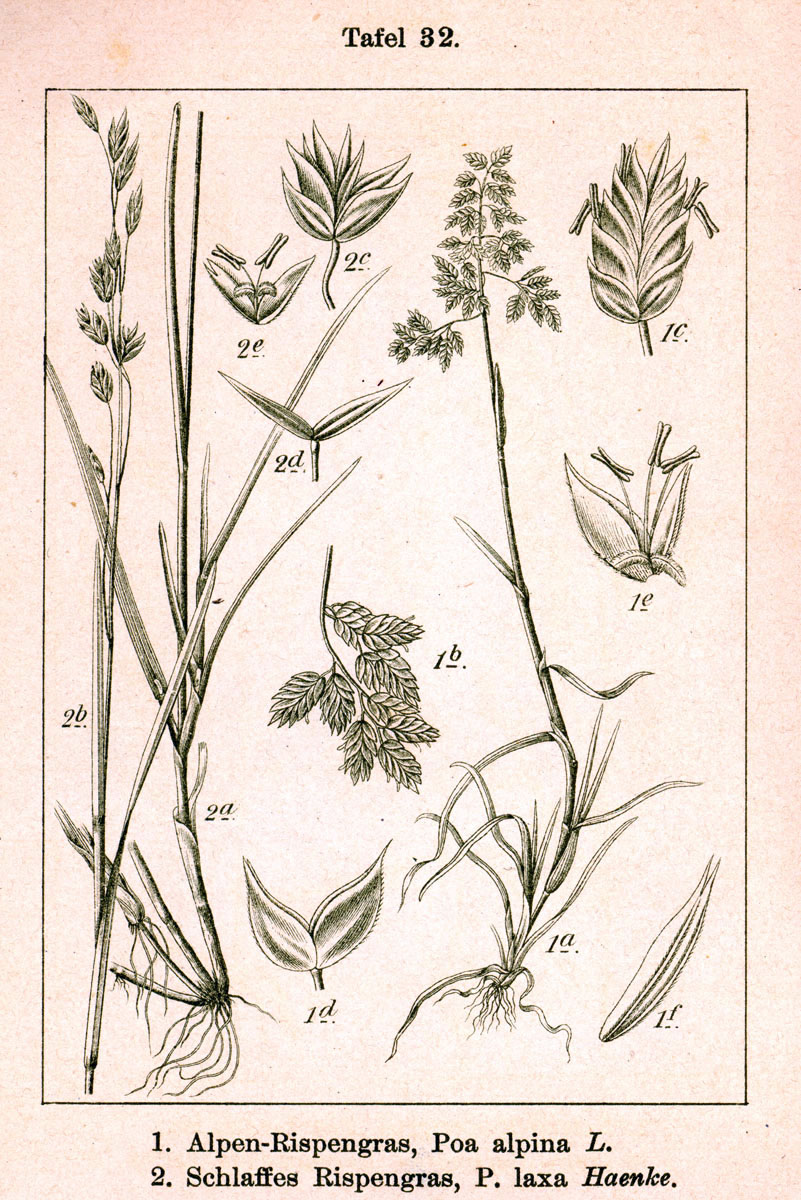